# Marcel Dupont (tennis)
Pour les articles homonymes, voir Marcel Dupont (homonymie) et Dupont.
Marcel Eugène Dupont, né à Issy-les-Moulineaux le 28 novembre 1889 et mort à Paris (6e arrondissement) le 19 avril 1975, est un joueur français de tennis des années 1920.

## Carrière
Membre du Racing Club de France, Marcel Dupont s'est surtout illustré comme joueur de double, remportant son premier championnat de France avec Maurice Germot en 1910, puis un second en 1922 avec Jacques Brugnon. En 1923 avec Brugnon, il devient champion du monde sur terre battue à Saint-Cloud en s'imposant contre la paire Aslangul/de Morpurgo. L'année précédente, il était déjà finaliste en double avec Nicolae Mișu.
En 1920, il est demi-finaliste du championnat de France, finaliste en double avec Brugnon et en double mixte avec Marie Conquet. Il remporte cette même année le tournoi de Barcelone contre Maurice Germot. En 1921, il signe une victoire sur André Gobert à Houlgate.
En 1922, il participe au tournoi de Wimbledon où il perd au deuxième tour en simple contre Arthur Lowe et en quart de finale en double. Une blessure récurrente à un genou le contraint à se retirer des courts en 1923. Par la suite, il a fait partie des membres du conseil de la Fédération française de tennis.
Décoré de la Croix de guerre, Marcel Dupont travaille comme publiciste. Il épouse Marie Rey en 1927 à Paris et meurt en son domicile de la rue de Vaugirard en 1975.

## Palmarès

### Titres en double
| # | Date | Nom et lieu du tournoi                            | Surface      | Partenaire      | Finalistes                     | Score                     |
| - | ---- | ------------------------------------------------- | ------------ | --------------- | ------------------------------ | ------------------------- |
| 1 | 1910 | Championnat de France Saint-Cloud                 | terre battue | Maurice Germot  |                                |                           |
| 2 | 1922 | Championnat de France Saint-Cloud                 | terre battue | Jacques Brugnon | André Gobert Jean Couiteas     | 6-1, 6-4, 6-3             |
| 3 | 1923 | Championnat du monde sur terre battue Saint-Cloud | terre battue | Jacques Brugnon | Léonce Aslangul U. de Morpurgo | 10–12, 3–6, 6–2, 6–3, 6–4 |

### Finales en double
| # | Date | Nom et lieu du tournoi                            | Surface      | Vainqueurs                 | Partenaire      | Score              |
| - | ---- | ------------------------------------------------- | ------------ | -------------------------- | --------------- | ------------------ |
| 1 | 1920 | Championnat de France Saint-Cloud                 | terre battue | Maurice Germot Max Decugis | Jacques Brugnon | 6-3, 6-4, 6-3      |
| 2 | 1922 | Championnat du monde sur terre battue Saint-Cloud | terre battue | Jean Borotra Henri Cochet  | Nicolae Mișu    | 6–8, 6–1, 6–1, 6–3 |